# كحلاء مصبوغة
الكحلاء المصبوغة  أو عشبة الانشوزا أو لسان الثور الاسباني أو الهوا الجواني نوع نباتي يتبع جنس الكحلاء من الفصيلة الحمحمية.

## البيئة والانتشار
موطنها منطقة المشرق العربي وتركيا والبلقان وإسبانيا وجنوب غرب فرنسا كما تنمو مع الحشيش في الأرض وعلى اطراف الابار، وتنمو بتربة جافة ورملية.

## الوصف النباتي
نبات عشبي أزهاره زرقاء غامقة.لها جذر غليظ وكبير احمر واوراقها ذات وبر وازهارها زرقاء أو حمراء قاني

### وقت التزهير
تزهر نبتة الكحلاء المصبوغة أو عشبة الانشوزا في فصل الصيف من نصفه إلى اّخره أما بالنسبة لجذورها تكون ريعانة كالجزر الأبيض قبل أن تظهر سيقانها

## استعمال نبتة الكحلاء المصبوغة
يستعمل الناس هذه النبتة حالياً لتنقية الدم، وكصبغة حمراء لتلوين الدهون، وتستعمل زهورها وجذورها وبذورها خاصية دواء منخم، لكن الناس لا تستعملها في المنازل.

## الفوائد الطبية
للنبتة عدة فوائد طبية وعلاجية منها:
1تساعد على معالجة الإتهابات الحارة والقروح المزمنة.
2 تساعد على معالجة الحروق من النار.
3 يستحسن استعمالها كدهون.
4تشفي النبتة من لدغات الحشرات السامة.
5 تقتل الدود وتساعد في طلق الحوامل.
6 إيقاف الاسهال وتعالج الرضات والاذى من السقوط.
7 تساعد في شفاء من البحص في الكلى ومرض الطحال واليرقان.
8 وكغيرها من الأعشاب تستعمل في معالجة الجدري والحصبة.
9 يستعمل دهنها لمعالجة الجروح.
يقال لو اكل أحد منها منذ زمن قريب وبصق في فم الحية فإنها تموت على الفور.
ويقال أيضا عندما يشرب أحد منها مع دبس العنب المخفف بالماء فإنها تقوي عضلات الظهر.